# Station Chartrettes
Station Chartrettes is een spoorwegstation aan de spoorlijn Corbeil-Essonnes - Montereau. Het ligt in de Franse gemeente Chartrettes in het Franse departement Seine-et-Marne (Île-de-France).

## Geschiedenis
Het station werd op 1 juni 1897 geopend door de Compagnie des chemins de fer de Paris à Lyon et à la Méditerranée bij de opening van de sectie Corbeil-Essonnes - Montereau. Sinds zijn oprichting is het eigendom van de Société nationale des chemins de fer français (SNCF).

## Ligging
Het station ligt op kilometerpunt 62,735 van de spoorlijn Corbeil-Essonnes - Montereau.

## Diensten
Het station wordt aangedaan door treinen van Transilien lijn R rijdende tussen Melun en Montereau via Héricy.

## Vorig en volgend station
| Richting | Vorig station   | Lijn    | Volgend station  | Richting               |
| -------- | --------------- | ------- | ---------------- | ---------------------- |
| Melun    | Livry-sur-Seine | Trans R | Fontaine-le-Port | Montereau (via Héricy) |